# أمير دندن
أمير خالد دندن مغني فلسطيني حصل على المركز الثاني في برنامج آراب آيدول في موسمه الرابع بعد أن حصل على نسبة تصويت عالية من الجمهور.

## حياته
وُلد أمير دندن في 17 مارس 1991 في قرية مجد كروم في شمال فلسطين، ووالدهُ هو خالد دندن فنان شعبي فلسطيني يغني الألوان الجبلية وقد اكتسب امير جمال الصوت من والده ويعتبره مثله الأعلى وقدوته.
درس دندن الموسيقى والغناء في معهد بيت الموسيقى كما أنه قد أظهر اهتماما خاص بالة العود الشرقية التي قد بدأ التعلم عليها مؤخرا. أمير دندن عاشق للموسيقى الطربية الأصيلة، كما أن للأغنية الشبابية ذات الكلمة المعبرة واللحن الجميل تأثير كبير على انطلاقته الفنية.<ref>
"بالفيديو - لجنة تحكيم أراب آيدول تتراقص بسبب امير دندن وأصالة تصرخ من منزلها!". Laha Magazine. 22 فبراير 2017. مؤرشف من الأصل في 2019-12-09. اطلع عليه بتاريخ 2017-02-25.
شارك أمير دندن في البرنامج المحلي للمواهب "نيو ستار" وحصل على مراكز متقدمة ".
مثاله الأعلى في الفن والموسيقى هو وديع الصافي.

## مشاركته في برنامج آراب آيدل
شارك أمير دندن في برنامج آراب آيدول في موسمه الرابع وبعد ان اجتاز مرحلة تجارب الأداء مروراً بالتصفيات فالعروض المباشرة وصولاً إلى النهائيات، حيث نال على اعجاب شديد من الجمهور ولجنة التحكيم، وبالرغم من عدم حصوله على اللقب إلانه أنه استطاع أن يقنع لجنة التحكيم والجمهور الذي صوت له بكثافة وصولاً إلى حصوله على المركز الثاني بعد يعقوب شاهين.